# NGC 1282
NGC 1282 је елиптична галаксија у сазвежђу Персеј која се налази на NGC листи објеката дубоког неба.
Деклинација објекта је + 41° 22' 1" а ректасцензија 3h 20m 12,0s. Привидна величина (магнитуда) објекта NGC 1282 износи 12,7 а фотографска магнитуда 13,7. Налази се на удаљености од 61,348 милиона парсека од Сунца. NGC 1282 је још познат и под ознакама UGC 2675, MCG 7-7-68, CGCG 540-109, PGC 12471.